# Gesta austerus
Gesta austerus är en fjärilsart som beskrevs av William Schaus 1902. Gesta austerus ingår i släktet Gesta och familjen tjockhuvuden. Inga underarter finns listade i Catalogue of Life.